# Michel Amiel
Pour les articles homonymes, voir Amiel.
Michel Amiel, né le 3 juillet 1954 à Cannes, est un homme politique français.
D'abord membre du Parti socialiste, il rejoint par la suite la Force du 13 de Jean-Noël Guérini, puis La République en marche d’Emmanuel Macron. Il est maire des Pennes-Mirabeau de 2001 à 2017 et depuis 2020, ainsi que sénateur des Bouches-du-Rhône de 2014 à 2020.

## Biographie

### Situation personnelle
Il est médecin de formation. Il a notamment exercé dans la ville des Pennes-Mirabeau, en tant que médecin libéral. Il est marié à une médecin, Agnès Amiel, qui est son adjointe à la mairie des Pennes-Mirabeau chargée des questions de santé depuis 2020, ainsi que conseillère départementale des Bouches-du-Rhône (LR) sur le canton de Gardanne depuis 2021.

### Sénateur des Bouches-du-Rhône
Lors des élections sénatoriales de 2014 dans les Bouches-du-Rhône, il figure en troisième position sur la liste menée par Jean-Noël Guérini intitulée Faire gagner les Bouches-du-Rhône et classée liste divers gauche par la préfecture. La liste obtenant trois sièges, il est élu sénateur. 
Il parraine Nathalie Kosciusko-Morizet pour la primaire présidentielle des Républicains de 2016, puis s'engage aux côtés du mouvement d'Emmanuel Macron, qu'il parraine pour l'élection présidentielle de 2017.
Il adhère ensuite au groupe La République en marche du Sénat. 
En février 2020, il quitte le groupe et le parti La République en marche, à la suite de l'utilisation par le gouvernement de l'article 49 alinéa 3 sur le sujet de la réforme des retraites. Il rejoint le groupe Les Indépendants – République et territoires, ne souhaitant pas siéger avec les élus du Rassemblement national sur le banc des non-inscrits.

### Maire des Pennes-Mirabeau
De 2001 à 2017, il est maire des Pennes-Mirabeau. En 2008, sa liste l’emporte au premier tour avec 65,4 % des suffrages exprimés. En 2014, il gagne à nouveau avec 59,8 % des voix exprimées dès le premier tour.
Michel Amiel accueille dans sa commune le premier meeting de campagne d'Emmanuel Macron, candidat à l'élection présidentielle en 2017. 
Il quitte son mandat de maire en 2017 pour rester sénateur, en vertu de la loi sur le non-cumul des mandats. Il se présente une nouvelle fois aux élections municipales de 2020 aux Pennes-Mirabeau. Sa liste, classée divers centre, obtient 40 % au premier tour et 44 % au second, arrivant à chaque fois en tête. Réélu maire au début du mois de juillet, il démissionne de son mandat de sénateur le 2 août.

### Conseiller général des Bouches-du-Rhône
Michel Amiel est également conseiller général des Bouches-du-Rhône pour le canton des Pennes-Mirabeau de 1998 à 2015. Il est élu pour la première fois en 1998, succédant à l'ancien maire des Pennes-Mirabeau Victor Mellan. En 2004, il est réélu dans ce canton incluant Les Pennes-Mirabeau (ville dont il est maire), Cabriès et Septèmes-les-Vallons, avec 56,9 % des suffrages exprimés au second tour.  En 2011, candidat à un troisième mandat, il l’emporte au second tour avec 61,5 % des voix. En 2015, il ne se présente pas à sa réélection dans un canton remodelé, qui a fusionné avec le canton de Gardanne. 

## Distinctions
Il est fait chevalier de la Légion d'honneur en janvier 2022. 